# Chaetocneme denitza
Chaetocneme denitza  (лат.) — бабочка из семейства толстоголовок. Эндемик Австралии.
Вид встречается на севере Австралии, в том числе в Северной территории, Квинсленде и Западной Австралии. Бабочка имеет яркую окраску насыщенного коричневато-оранжевого цвета в сочетании с ярко-фиолетовыми прожилками и белыми крупными пятнами на крыльях, а также крупные красные глаза. Размах крыльев самцов достигает 4 см, а самок — около 6 см.